# Пикадор (Пикассо)
«Пикадор» (исп. El picador) — одна из первых работ испанского и французского художника Пабло Пикассо, написанная им в 1889 году в восьмилетнем возрасте. Выполнена маслом на деревянной крышке от сигарной коробки. Вероятно, мальчик скопировал картинку из популярного в то время журнала о корриде. Работа хранится в частной коллекции Клода Пикассо в Париже. Размер — 24 × 19 см.

## История и описание
Маленькая картина, изображающая выход пикадора на арену, была написана Пабло Пикассо под впечатлением от первого посещения конной корриды, куда его привёл отец. Друг и биограф Пикассо, Джон Ричардсон, который ходил на бои быков вместе с Пикассо, сказал, что толпа на корриде «кричала, хлопала и скандировала, а Пикассо просто сидел там, абсолютно неподвижно, не издавая ни звука, а просто впитывал все происходящее». С тех пор художник стал испытывать страсть к искусству боя быков. Он делал множество рисунков и эскизов, где пикадор становился главным участником этого драматичного зрелища. На протяжении всей жизни художника коррида была постоянной темой в его творчестве.
Пикадор, сидящий верхом на лошади, одет в жёлтый костюм. Его короткая куртка украшена вышивкой. Он изображён без пики. Возможно, мальчик по невнимательности упустил из виду эту важную деталь. На заднем плане, на трибунах видны три фигуры: двое мужчин, лица которых расположены в фас, и одна женщина. Её голова повёрнута в профиль.
В картине заметна несоразмерность объектов по отношению друг к другу. Лошадь слишком мала для пикадора. Отсутствует соответствие законам перспективы. Фигуры на заднем плане слишком велики, несмотря на их удалённость. Такие диспропорции свойственны детскому восприятию натуры. Однако маленькому Пикассо удалось создать картину в тёплом тёмно-коричневом колорите с нейтральным фоном. Очевидно, мальчик брал уроки мастерства у своего отца, учителя рисования и декоратора Хосе Руиса Бласко.
Пабло Пикассо всю жизнь хранил своего «Пикадора», вместе с рядом других детских работ. Возможно, в момент его создания у него было особое настроение, воспоминания о котором помогали ему в творчестве. По словам Пикассо:
Каждый ребенок — художник. Трудность в том, чтобы остаться художником, выйдя из детского возраста.Пабло Пикассо